# 4-乙酰氨基苯硫酚
4-乙酰氨基苯硫酚是一种有机硫化合物，化学式为C8H9NOS。它可由4-氨基苯硫酚和乙酸或乙酸酐反应制得。它在硝酸铋催化下可以被氧气氧化为相应的二硫化物。